# Список населённых пунктов Шимского района
Список населённых пунктов Шимского муниципального района Новгородской области
| Вид                       | Наименование        | муниципальное образование, до апреля 2010 года |
| ------------------------- | ------------------- | ---------------------------------------------- |
| деревня                   | Бараново            | Подгощское сельское поселение                  |
| деревня                   | Белец               | Борское сельское поселение                     |
| деревня                   | Бологово            | Уторгошское сельское поселение                 |
| деревня                   | Большая Витонь      | Коростынское сельское поселение                |
| деревня                   | Большая Уторгош     | Городищенское сельское поселение               |
| деревня                   | Большие Березицы    | Городищенское сельское поселение               |
| деревня                   | Большие Угороды     | Медведское сельское поселение                  |
| деревня                   | Бор                 | Борское сельское поселение                     |
| деревня                   | Борок               | Уторгошское сельское поселение                 |
| деревня                   | Буйно               | Городищенское сельское поселение               |
| деревня                   | Ванец               | Медведское сельское поселение                  |
| деревня                   | Верещино            | Подгощское сельское поселение                  |
| деревня                   | Верхний Прихон-1    | Медведское сельское поселение                  |
| деревня                   | Верхний Прихон-2    | Медведское сельское поселение                  |
| деревня                   | Веряжа              | Коростынское сельское поселение                |
| деревня                   | Вешка               | Медведское сельское поселение                  |
| деревня                   | Взглядово           | Подгощское сельское поселение                  |
| деревня                   | Взъезды             | Медведское сельское поселение                  |
| деревня                   | Вирки               | Городищенское сельское поселение               |
| деревня                   | Водосы              | Уторгошское сельское поселение                 |
| деревня                   | Волошино            | Краснодворское сельское поселение              |
| деревня                   | Высоково            | Медведское сельское поселение                  |
| деревня                   | Глинско             | Уторгошское сельское поселение                 |
| деревня                   | Голино              | Борское сельское поселение                     |
| деревня                   | Гора                | Уторгошское сельское поселение                 |
| деревня                   | Горное Веретье      | Медведское сельское поселение                  |
| деревня                   | Городище            | Городищенское сельское поселение               |
| деревня                   | Гороховище          | Уторгошское сельское поселение                 |
| деревня                   | Горцы               | Подгощское сельское поселение                  |
| деревня                   | Добрыни             | Уторгошское сельское поселение                 |
| деревня                   | Дубовицы            | Борское сельское поселение                     |
| деревня                   | Дуброво             | Краснодворское сельское поселение              |
| деревня                   | Жары                | Подгощское сельское поселение                  |
| деревня                   | Закибье             | Медведское сельское поселение                  |
| деревня                   | Заполье             | Коростынское сельское поселение                |
| деревня                   | Заречье             | Медведское сельское поселение                  |
| деревня                   | Захонье             | Краснодворское сельское поселение              |
| деревня                   | Звад                | Городищенское сельское поселение               |
| деревня                   | Иваньково           | Краснодворское сельское поселение              |
| деревня                   | Ильмень             | Борское сельское поселение                     |
| деревня                   | Казовицы            | Уторгошское сельское поселение                 |
| деревня                   | Калинница           | Коростынское сельское поселение                |
| деревня                   | Клевенец            | Медведское сельское поселение                  |
| деревня                   | Князево             | Краснодворское сельское поселение              |
| деревня                   | Коломо              | Подгощское сельское поселение                  |
| деревня                   | Комарово            | Уторгошское сельское поселение                 |
| деревня                   | Конопле             | Коростынское сельское поселение                |
| деревня                   | Коростынь           | Коростынское сельское поселение                |
| деревня                   | Корчищи             | Коростынское сельское поселение                |
| деревня                   | Костково            | Медведское сельское поселение                  |
| деревня                   | Красный Двор        | Краснодворское сельское поселение              |
| деревня                   | Крёкшина Горка      | Уторгошское сельское поселение                 |
| населённый пункт, разъезд | Кчеры               | Уторгошское сельское поселение                 |
| деревня                   | Ладощино            | Краснодворское сельское поселение              |
| деревня                   | Листовка            | Уторгошское сельское поселение                 |
| деревня                   | Лонно               | Уторгошское сельское поселение                 |
| деревня                   | Луки                | Подгощское сельское поселение                  |
| деревня                   | Лучки               | Уторгошское сельское поселение                 |
| деревня                   | Любач               | Медведское сельское поселение                  |
| деревня                   | Любонё              | Уторгошское сельское поселение                 |
| деревня                   | Любыни              | Краснодворское сельское поселение              |
| деревня                   | Людятино            | Уторгошское сельское поселение                 |
| деревня                   | Маковище            | Борское сельское поселение                     |
| деревня                   | Малая Витонь        | Коростынское сельское поселение                |
| деревня                   | Малая Уторгош       | Городищенское сельское поселение               |
| деревня                   | Малиновка           | Борское сельское поселение                     |
| деревня                   | Малое Городище      | Уторгошское сельское поселение                 |
| деревня                   | Малые Березицы      | Городищенское сельское поселение               |
| деревня                   | Малые Угороды       | Медведское сельское поселение                  |
| село                      | Медведь             | Медведское сельское поселение                  |
| деревня                   | Межник              | Медведское сельское поселение                  |
| деревня                   | Менюша              | Медведское сельское поселение                  |
| деревня                   | Мстонь              | Коростынское сельское поселение                |
| деревня                   | Муравьи             | Краснодворское сельское поселение              |
| деревня                   | Мшага Воскресенская | Борское сельское поселение                     |
| деревня                   | Мшага Ямская        | Борское сельское поселение                     |
| деревня                   | Мясково             | Уторгошское сельское поселение                 |
| деревня                   | Нижний Прихон       | Медведское сельское поселение                  |
| деревня                   | Низова              | Уторгошское сельское поселение                 |
| деревня                   | Николаевка          | Подгощское сельское поселение                  |
| деревня                   | Новое Веретье       | Медведское сельское поселение                  |
| деревня                   | Новоселье           | Краснодворское сельское поселение              |
| деревня                   | Оболицко-1          | Краснодворское сельское поселение              |
| деревня                   | Оболицко-2          | Краснодворское сельское поселение              |
| деревня                   | Обольха             | Краснодворское сельское поселение              |
| деревня                   | Оспино              | Борское сельское поселение                     |
| деревня                   | Острова             | Подгощское сельское поселение                  |
| деревня                   | Панютино            | Подгощское сельское поселение                  |
| деревня                   | Пески               | Уторгошское сельское поселение                 |
| деревня                   | Плосково            | Уторгошское сельское поселение                 |
| село                      | Подгощи             | Подгощское сельское поселение                  |
| деревня                   | Подмошье            | Уторгошское сельское поселение                 |
| деревня                   | Подоклинье          | Краснодворское сельское поселение              |
| деревня                   | Подолье             | Подгощское сельское поселение                  |
| деревня                   | Поясниково          | Краснодворское сельское поселение              |
| деревня                   | Правдуха            | Подгощское сельское поселение                  |
| деревня                   | Прусско             | Уторгошское сельское поселение                 |
| деревня                   | Раглицы             | Медведское сельское поселение                  |
| деревня                   | Радошка             | Городищенское сельское поселение               |
| деревня                   | Райцы               | Подгощское сельское поселение                  |
| деревня                   | Речка               | Подгощское сельское поселение                  |
| деревня                   | Ручьи               | Коростынское сельское поселение                |
| деревня                   | Ручьи               | Краснодворское сельское поселение              |
| деревня                   | Рямешка             | Городищенское сельское поселение               |
| деревня                   | Северная Поляна     | Борское сельское поселение                     |
| деревня                   | Солоницко           | Краснодворское сельское поселение              |
| деревня                   | Сосенка             | Медведское сельское поселение                  |
| деревня                   | Сосницы             | Краснодворское сельское поселение              |
| деревня                   | Сосновый Бор        | Городищенское сельское поселение               |
| деревня                   | Стаи                | Уторгошское сельское поселение                 |
| деревня                   | Старое Веретье      | Медведское сельское поселение                  |
| деревня                   | Старый Медведь      | Медведское сельское поселение                  |
| деревня                   | Старый Шимск        | Борское сельское поселение                     |
| деревня                   | Сущёво              | Подгощское сельское поселение                  |
| деревня                   | Теребутицы          | Борское сельское поселение                     |
| деревня                   | Турская Горка       | Уторгошское сельское поселение                 |
| деревня                   | Углы                | Краснодворское сельское поселение              |
| деревня                   | Усполонь            | Подгощское сельское поселение                  |
| посёлок при станции       | Уторгош             | Уторгошское сельское поселение                 |
| деревня                   | Ушно                | Медведское сельское поселение                  |
| деревня                   | Хотыня              | Уторгошское сельское поселение                 |
| деревня                   | Чудско              | Уторгошское сельское поселение                 |
| деревня                   | Шарок               | Медведское сельское поселение                  |
| деревня                   | Шелонь              | Краснодворское сельское поселение              |
| рабочий посёлок           | Шимск               | Шимское городское поселение                    |
| деревня                   | Щелино              | Медведское сельское поселение                  |
| деревня                   | Щипицы              | Краснодворское сельское поселение              |
| деревня                   | Якшино              | Краснодворское сельское поселение              |